# Temporada de huracanes del Atlántico de 1950
La temporada de huracanes del Atlántico de 1950 fue el período anual de la formación de los ciclones tropicales. Se inició oficialmente el 1 de junio de 1950, y duró hasta el 30 de noviembre de 1950. Estas fechas convencionalmente delimitan el período de cada año cuando la mayoría de ciclones tropicales se forman en la cuenca atlántica. Fue una temporada muy activa, con 13 tormentas tropicales, 11 huracanes, y 8 huracanes major, la temporada con más huracanes hasta la fecha (2009). 1950 fue también el primer año en el que a los ciclones tropicales se les dio los nombres oficiales en la cuenca del Atlántico. Los nombres fueron tomados del Alfabeto fonético conjunto Ejército/Armada, con la primera tormenta se designan "Able", el segundo "Baker", y así sucesivamente, sustituyendo el sistema de numeración utilizado anteriormente.
Tormentas notables de la temporada 1950 fueron: el huracán Dog, que tuvo algunos de los vientos más fuertes de los huracanes en el Atlántico. Dado que no se dispone de lecturas de presión (debido a que nunca amenazó la tierra), es imposible saber si esta tormenta rivalizaba con el Wilma de 2005 (el huracán más fuerte que se conoce en el Atlántico) en intensidad. Dos huracanes de gran intensidad afectaron a Florida. El huracán Easy de categoría 3 en la escala Saffir-Simpson, y el huracán King de categoría 3.
| Rank      | Temporada | Unidad (ACE) |
| --------- | --------- | ------------ |
| 1         | 1933      | 258.6        |
| 2         | 2005      | 245.3        |
| 3         | 1893      | 231.1        |
| 4         | 1926      | 229.6        |
| 5         | 1995      | 227.1        |
| 6         | 2004      | 226.9        |
| 7         | 2017      | 224.9        |
| 8         | 1950      | 211.3        |
| 9         | 1961      | 188.9        |
| 10        | 1998      | 181.8        |
| (fuentes) |           |              |

## Tormentas

### Huracán Able
Un área de perturbación del tiempo al noreste de las Antillas Menores, procedente probablemente de una onda tropical, se convirtió en una tormenta tropical el 12 de agosto. Se movió hacia el noroeste, sin pasar por las islas, y alcanzó fuerza de huracán el día 13. Cuando se fortaleció, Able giró hacia el oeste, amenazando a la costa de Florida, pero un giro hacia el norte salvó el estado. Pasó a 160 km (99 mi) al este de Cabo Hatteras con vientos de 220 km/h (137 mph), pero se mantuvo en alta mar. El huracán se debilitó luego de forma constante, y golpeó Nueva Escocia como una tormenta tropical el día 21. Se disipó el día siguiente, causando solo daños menores.

### Huracán Baker
El huracán Baker probablemente se desarrolló a partir de una tormenta tropical el 20 de agosto, al este de las Antillas Menores. Se intensificó rápidamente a un huracán con vientos de 185 km/h (115 mph) antes de golpear Antigua, pero debido a las condiciones desfavorables se debilitó a una tormenta tropical en el momento de pasar por Puerto Rico el 23. Después de cruzar la isla, se disipó, dejando atrás una zona de perturbación del tiempo que pasó al norte de La Española y Cuba. Cuando llegó al mar Caribe el 26, se reorganizó en una tormenta tropical. Baker llegó a la intensidad del huracán de nuevo el día 28 mientras se movía hacia el norte por el golfo de México, seguido de un segundo pico de vientos de 180 km/h (112 mph) el 30. Se debilitó a un pequeño huracán en el momento de tocar tierra en Mobile, Alabama el día 31, y se disipó al día siguiente en el sureste de Misuri. Baker causó daños por valor de 2.550.000 dólares (1950 USD) y una muerte.

### Huracán Charlie
La tormenta tropical Charlie se formó el 21 de agosto en el Atlántico tropical, probablemente de una onda tropical. Durante cuatro días, se trasladó hacia el oeste, sin fortalecerse. Cuando se movía hacia el noroeste, se intensificó, hasta alcanzar fuerza de huracán el día 28 y su máximo de 185 km/h (115 mph) el 29. Un sistema de alta presión al norte bloqueó el progreso de Charlie, e hizo un bucle hacia la derecha y de nuevo hacia el oeste, lo que lo debilitó a huracán mínimo en el camino. Mientras se desplazaba hacia el norte, el 2 de septiembre, brevemente se refortaleció, pero las aguas más frescas transformaron a Charlie a una tormenta extratropical el día 5 en el Atlántico norte.

### Huracán Dog
El huracán Dog fue uno de los más fuertes huracanes en el Atlántico de siempre, con vientos de hasta 300 km/h (186 mph). Isla de Nantucket, Massachusetts, recibió ráfagas de viento de 115 km/h (71 mph) sin embargo, cuando el huracán pasó hacia el sureste. Recorrió las Antillas Menores, causando un total de 3.000.000 dólares en daños (1950 USD), de los cuales un millón fueron en las islas. Además, el huracán fue responsable de 14 muertes.

### Huracán Easy
El huracán Easy fue el quinto huracán de la temporada. Se desarrolló en el oeste de mar Caribe de un canal de baja presión que dejó Baker. Se formó el 1 de septiembre al sur del extremo occidental de Cuba, y derivó hacia el noreste, atravesando Cuba, el día 3 como un pequeño huracán. Al día siguiente, se fortaleció a un huracán major mientras se movió hacia el norte-noroeste, donde Easy alcanzó unos vientos máximos de 205 km/h (127 mph). Se trasladó de nuevo hacia el noreste, acercándose a la costa de Florida. Se mueve lentamente hacia el sureste a través de Florida, lo que le debilita a tormenta tropical el día 6. Finalmente se trasladó hacia el noroeste a través del estado, y el día 9, se disiparía con el extremo este de Arkansas. Causó 3,3 millones de dólares en daños (1950 USD) y 2 muertes. El daño fue baja debido a la escasa población de la zona dónde golpeó.

### Huracán Fox
Una tormenta tropical se desarrolló en el Atlántico tropical, el 8 de septiembre, probablemente de una onda tropical. Se desplazó hacia el oeste-noroeste, hasta alcanzar fuerza de huracán el día 10. Un pequeño huracán, Fox se mantuvo muy al norte y no causó ningún impacto, cuando se reforzó el día 14 en una huracán de categoría 4 con vientos de 220 km/h (137 mph). Se volvió hacia el noreste, y se convirtió en extratropical el 17.

### Huracán George
La tormenta tropical George se desarrolló a partir de una onda tropical el 27 de septiembre, moviéndose hacia el norte por el Atlántico central. La tormenta giró hacia el noroeste, y se mantuvo débil hasta el 30, cuando las condiciones favorables le permitieron fortalecerse. George se convirtió en un huracán el 1 de octubre, y alcanzó su máximo de 175 km/h (109 mph) el 4 cuando estaba girando hacia el noreste. Perdió sus características tropicales en el sur de Terranova el día 5, pero siguió siendo un poderoso ciclón extratropical durante 2 días más.

### Tormenta tropical How
Una depresión tropical se formó en el centro del golfo de México el 1 de octubre. Se convirtió en una tormenta tropical más tarde ese día mientras se desplazaba hacia el oeste. El día 3, Hoq se volvió más hacia el sur, y después de alcanzar un máximo de 95 km/h (59 mph), golpeó el noreste de México como una tormenta mínima. Se disipó el día 4.

### Huracán Item
El golfo de México dio lugar a otra tormenta tropical a principios de octubre, esta vez el 8 de octubre, cerca de la península de Yucatán. Item se movió hacia el oeste al principio, a continuación, hacia el sudoeste, mientras se fortalecía en huracán con vientos de 175 km/h (109 mph). Golpeó Veracruz el 10, y se disipó ese mismo día.

### Huracán Jig
Una tormenta tropical pequeña se desarrolló el 11 de octubre en el Atlántico central. Jig se trasladó hacia el norte, pasando a 500 km (311 mi) al este de Bermudas al mismo tiempo se fortaleció en gran huracán con vientos de 195 km/h (121 mph). Viró hacia el noreste, y se convirtió en extratropical el 17.

### Huracán King
El huracán King se desarrolló en el noroeste del mar Caribe, cerca de la costa de Honduras. Se desplazó hacia el noreste, alcanzando el centro sur de Cuba el 17. King, un pequeño huracán, fue capaz de mantener su fuerza al cruzar la isla, y conservó la categoría 3 antes de golpear el sureste de Florida. Tocó tierra en Miami el 18, y continuó por el Estado, se disipó en el sur de Georgia el 19. Las advertencias de huracán redujo el riesgo de muertes, pero los fuertes vientos y las inundaciones causaron graves daños. King causó once muertes y un total de 30.000.000 dólares en daños (1950 USD).

### Tormenta tropical Doce
Una tormenta tropical sin nombre se formó en el Atlántico oriental el 17 de octubre. Se movía hacia el noroeste al principio, seguido por un curso noroeste. Alcanzó su pico de 110 km/h (68 mph) el 21, pero las aguas más frías la debilitó al cruzar a través de la Azores. La tormenta giró hacia el sureste, y se disipó el día 24.

### Huracán Leonardo
El 18 de octubre, un área de baja presión, posiblemente, una rama del cercano huracán King, se desarrolló en el este del golfo de México. Mientras se encontraba al sur de Luisiana, viró en sentido contrario a la agujas de un reloj y se clasificó como tormenta tropical Leonardo. La tormenta se fortaleció rápidamente en un huracán poco después de que tomó una trayectoria curva hacia el este. El 20 de octubre, el huracán llegó a su máxima intensidad, con vientos de 150 km/h (93 mph) de acuerdo con un vuelo de reconocimiento en la tormenta. No mucho después, el aire seco entró en la circulación y rápidamente comenzó a debilitarse. A la mañana siguiente, Love se debilitó a una tormenta tropical frente a la costa de Florida. La tormenta tocó tierra en el condado de Levy, Florida, poco antes de disiparse.

### Ciclón Mike
El nombre de Mike fue utilizado durante un ciclón que no fue considerado una tormenta tropical después de estudiar los hechos a finales de la temporada, y no fue incluido en la base de datos oficial de ciclones tropicales. Mike y Kendra (1966) son los dos únicos ciclones con nombre que han sido eliminados de la base de datos de huracanes, después de los hechos, en la cuenca del Atlántico, debido a su falta de condición de tormenta tropical.

## Nombres de las tormentas
Los siguientes nombres fueron usados para nombrar las tormentas que se formaron en el Atlántico Norte en el 1950. Los nombres que no han sido usados en esta temporada están marcados con gris. Las tormentas Able, Baker, Charlie, Dog, Easy, Fox, George, How, Item, Jig, King, y Love fueron nombradas por primera vez.
| - Able - Baker - Charlie - Dog - Easy - Fox - George | - How - Item - Jig - King - Love - Mike - Nancy (sin usar) | - Oboe (sin usar) - Peter (sin usar) - Queen (sin usar) - Roger (sin usar) - Sugar (sin usar) - Tare (sin usar) | - Uncle (sin usar) - Victor (sin usar) - William (sin usar) - X-Ray (sin usar) - Yoke (sin usar) - Zebra (sin usar) |